# Automobil-Weltmeisterschaft 1955
Die Automobil-Weltmeisterschaft 1955 war die 6. Saison der Automobil-Weltmeisterschaft, die heutzutage als Formel-1-Weltmeisterschaft bezeichnet wird. In ihrem Rahmen sollte über elf Rennen in der Zeit vom 16. Januar bis zum 11. September 1955 die Fahrerweltmeisterschaft ausgetragen werden, aber aufgrund des Unfalls beim 24-Stunden-Rennen von Le Mans wurden vier Große Preise abgesagt. Nach der Katastrophe von Le Mans wurde beschlossen, dass der Große Preis von Frankreich vom 3. Juli auf den 25. September verschoben werden soll. Später wurde dieser dann allerdings zusammen mit dem deutschen, dem schweizerischen und dem spanischen Grand Prix abgesagt.
Der FIA-Ehrentitel Großer Preis von Europa wurde 1955 an den Großen Preis von Monaco vergeben.
Die Saison 1955 war wie schon die vorherige von der Dominanz des Mercedes-Teams geprägt, das zusätzlich zum Superstar Juan Manuel Fangio mit dem Briten Stirling Moss einen weiteren Spitzenfahrer verpflichtet hatte. Große Hoffnungen wurden in das neue Lancia-Team gesetzt, für das Doppelweltmeister Alberto Ascari fuhr. Die Saison entwickelte sich jedoch zum Jahr der Katastrophen in der Formel 1. Vier Tage nach einem Unfall im Großen Preis von Monaco verunglückte Ascari bei privaten Testfahrten mit einem Sportwagen Ende Mai tödlich, woraufhin Lancia sein Formel-1-Engagement für beendet erklärte. Weitere vier Tage später verunglückte der zweifache Indy-Gewinner Bill Vukovich tödlich. Und am 11. Juni starben bei der größten Tragödie in der Geschichte des Motorsports bei einem Unfall während des 24-Stunden-Rennens von Le Mans ein Fahrer und über 80 Zuschauer. Daraufhin wurden die Großen Preise von Deutschland, Frankreich, Spanien und der Schweiz abgesagt. In der Schweiz wurde als Folge ein Gesetz erlassen, das Rundstreckenrennen verbietet und bis 2022 in Kraft war.

## Rennberichte

### Großer Preis von Argentinien
| Platz | Fahrer                      | Team          | Zeit       |
| ----- | --------------------------- | ------------- | ---------- |
| 1     | Juan Manuel Fangio          | Mercedes-Benz | 3:00:38,6  |
| 2     | González/Farina/Trintignant | Ferrari       | + 1:29,6   |
| 3     | Farina/Maglioli/Trintignant | Ferrari       | + 2 Runden |
| 4     | Herrmann/Kling/Moss         | Mercedes-Benz | + 2 Runden |
| 5     | Roberto Mières              | Maserati      | + 5 Runden |

Der Große Preis von Argentinien auf dem Autódromo Municipal Ciudad de Buenos Aires fand am 16. Januar 1955 statt und ging über eine Distanz von 96 Runden à 3,912 km, was einer Gesamtdistanz von 375,552 km entspricht.
Der Grand Prix ging als die „Hitzeschlacht“ in die Geschichte der Formel 1 ein. Bei 37 Grad im Schatten und 50 Grad Asphalttemperatur waren Mensch und Maschine gleichermaßen gefordert. In der Ära, die noch keine mitgeführten Trinkflaschen kannte, führte Juan Manuel Fangios „Kamel-Taktik“ zum Erfolg. Während alle anderen im Vorfeld Unmengen an Flüssigkeit zu sich nahmen, hatte er sich Enthaltsamkeit antrainiert. Als fast einziger Pilot hielt er dank mentaler Stärke alleine am Lenkrad aus. Manche der gegnerischen Monopostos wurden von drei, ein Ferrari sogar von fünf Fahrern gelenkt, die sich wegen Erschöpfung abwechselten. Ein Ferrari stand technisch völlig intakt zwei Runden lang an den Boxen, da sich keiner der Crew bereitfand, ihn zu steuern, bis J. F. González weiterfuhr und den Wagen auf den zweiten Rang steuerte. Nur der Lokalmatador Mières, der als versierter Sportwagenpilot ähnliche Ausdauerleistungen gewohnt war, musste in Ermangelung einer größeren Teamunterstützung ebenfalls alleine am Lenkrad aushalten, kam jedoch erst fünf Runden später ins Ziel. Fast ausgetrocknet erkannte Fangio, dass er etwas Ähnliches nicht noch einmal durchmachen wolle.

### Großer Preis von Monaco
| Platz | Fahrer              | Team     | Zeit      |
| ----- | ------------------- | -------- | --------- |
| 1     | Maurice Trintignant | Ferrari  | 2:58:09,7 |
| 2     | Eugenio Castellotti | Lancia   | + 20,3    |
| 3     | J.Behra/C.Perdisa   | Maserati | + 1 Runde |
| 4     | Giuseppe Farina     | Ferrari  | + 1 Runde |
| 5     | Luigi Villoresi     | Lancia   | + 1 Runde |

Der Große Preis von Monaco auf dem Circuit de Monaco fand am 22. Mai 1955 statt und ging über eine Distanz von 100 Runden à 3,145 km, was einer Gesamtdistanz von 314,500 km entspricht. Der Grand Prix trug auch den FIA-Ehrentitel Großer Preis von Europa.
Im Training erlitt Hans Herrmann einen Unfall an einer Hafenmauer und schied infolge der Verletzungen für den Rest der Saison aus. Im Rennen sah zunächst alles nach einem ungefährdeten Mercedes-Doppelsieg aus, da Fangio und Moss bis zur Hälfte des Rennens unangefochten in Führung lagen. Ein Hinterachsschaden stoppte Fangio, bei Moss war es ein schwerer Motorschaden und Ersatzfahrer André Simon fiel mit Ventilschaden aus.
Da zum ersten Mal die Technik aller „Silberpfeile“ streikte, schien Alberto Ascari im Lancia als sicherer Sieger. Doch er kam bald darauf in der Hafenschikane von der Strecke ab und stürzte ins Meer, aus dem ihn die Mannschaft der Luxusjacht des griechischen Reeders Onassis mit leichten Blessuren sofort barg. Maurice Trintignant gewann das Rennen. Es war der einzige Sieg, den Ferrari in diesem Jahr erzielte. Der 55-jährige Louis Chiron verabschiedete sich mit einem Lancia und einem sechsten Platz, für den es damals keine Weltmeisterschaftspunkte gab, vom Motorsport. Alberto Ascari starb einige Tage nach dem GP bei Testfahrten in Monza.

### Indianapolis 500
| Platz | Fahrer                   | Team               | Zeit       |
| ----- | ------------------------ | ------------------ | ---------- |
| 1     | Bob Sweikert             | Kurtis-Offenhauser | 3:53:59,53 |
| 2     | T. Bettenhausen/P. Russo | Kurtis-Offenhauser | + 2:43,56  |
| 3     | Jimmy Davies             | Kuzma-Offenhauser  | + 3:32,36  |
| 4     | Johnny Thomson           | Kuzma-Offenhauser  | + 3:38,91  |
| 5     | W. Faulkner/B. Homeier   | Kurtis-Offenhauser | + 5:17,17  |

Das Indianapolis 500 auf dem Indianapolis Motor Speedway fand am 30. Mai 1955 statt und ging über eine Distanz von 200 Runden à 4,025 km, was einer Gesamtdistanz von 805,000 km entspricht.
Das Rennen, das unter wechselhaften Bedingungen stattfand, wurde von dem tödlichen Unfall des Trainingsschnellsten Bill Vukovich überschattet, dessen Wagen mit dem Fahrzeug seines Kontrahenten Al Keller kollidiert und nach einem Überschlag in Brand geraten war.

### Großer Preis von Belgien
| Platz | Fahrer             | Team          | Zeit      |
| ----- | ------------------ | ------------- | --------- |
| 1     | Juan Manuel Fangio | Mercedes-Benz | 2:39:29,0 |
| 2     | Stirling Moss      | Mercedes-Benz | + 8,1     |
| 3     | Giuseppe Farina    | Ferrari       | + 1:40,5  |
| 4     | Paul Frère         | Ferrari       | + 3:25,5  |
| 5     | R. Mières/J. Behra | Maserati      | + 1 Runde |

Der Große Preis von Belgien auf dem Circuit de Spa-Francorchamps fand am 5. Juni 1955 statt und ging über eine Distanz von 36 Runden à 14,120 km, was einer Gesamtdistanz von 508,320 km entspricht.
In Belgien trat das Werksteam von Lancia nicht an, nachdem sein erster Fahrer Alberto Ascari am 26. Mai bei privaten Testfahrten nach seinem Monaco-Unfall ums Leben gekommen war. Der Teameigner zog sich vom Motorsport zurück. Eugenio Castellotti überzeugte jedoch den Eigentümer der Wagen, ihn auf eigene Verantwortung starten zu lassen und ließ mit der Pole-Position aufhorchen. Nach einem Getriebedefekt musste er allerdings zur Hälfte des Rennens aufgeben, sodass Fangio und Moss einen ungefährdeten Doppelsieg einfahren konnten.

### Großer Preis der Niederlande
| Platz | Fahrer              | Team          | Zeit       |
| ----- | ------------------- | ------------- | ---------- |
| 1     | Juan Manuel Fangio  | Mercedes-Benz | 2:54:23,8  |
| 2     | Stirling Moss       | Mercedes-Benz | + 0,3      |
| 3     | Luigi Musso         | Maserati      | + 57,1     |
| 4     | Roberto Mières      | Maserati      | + 1 Runde  |
| 5     | Eugenio Castellotti | Ferrari       | + 3 Runden |

Der Große Preis der Niederlande auf dem Circuit Park Zandvoort fand am 19. Juni 1955 statt und ging über eine Distanz von 100 Runden à 4,193 km, was einer Gesamtdistanz von 419,300 km entspricht.
Der Grand Prix der Niederlande fand nur wenige Tage nach dem verheerenden Unfall beim 24-Stunden-Rennen von Le Mans statt, bei dem neben dem Piloten Pierre Levegh über 80 Zuschauer zu Tode gekommen waren. Der Große Preis der Schweiz in Bremgarten war von den Veranstaltern bereits abgesagt und auch in Zukunft sollten in der Schweiz Autorennen verboten bleiben. Hier jedoch fand die Mercedes-Armada nach dem werksseitigen Rückzug von Lancia kaum Widerstand. Das Interessanteste an dem Rennen war die Art und Weise, wie sich Roberto Mières gegen starke Konkurrenz durch das Feld nach vorne auf den vierten Platz kämpfte. Zum Ende des Rennens kam Regen auf, sodass sich Luigi Musso drehte, ohne jedoch seinen dritten Rang einzubüßen.

### Großer Preis von Großbritannien
| Platz | Fahrer             | Team          | Zeit      |
| ----- | ------------------ | ------------- | --------- |
| 1     | Stirling Moss      | Mercedes-Benz | 3:07:21,2 |
| 2     | Juan Manuel Fangio | Mercedes-Benz | + 0,2     |
| 3     | Karl Kling         | Mercedes-Benz | + 1:11,8  |
| 4     | Piero Taruffi      | Mercedes-Benz | + 1 Runde |
| 5     | Luigi Musso        | Maserati      | + 1 Runde |

Der Große Preis von Großbritannien auf dem Aintree Circuit fand am 16. Juli 1955 statt und ging über eine Distanz von 90 Runden à 4,828 km, was einer Gesamtdistanz von 434,520 km entspricht.
Das Rennen in Aintree sah einen für die damalige Zeit denkbar knappen Zieleinlauf: Lediglich zwei Zehntelsekunden trennten den Sieger Moss von Fangio, sodass die Frage diskutiert wurde, ob Fangio ihn in dem von Mercedes-Benz dominierten Rennen nur habe gewinnen lassen, da ihm der zweite Platz zum Titelgewinn ausreichte. Erstmals startete Jack Brabham in der Formel 1 mit einem Cooper-Bristol, der über eine stromlinienförmige Karosserie und einen Mittelmotor verfügte; doch nach 31 Runden streikte der Wagen.

### Großer Preis von Italien
| Platz | Fahrer              | Team          | Zeit      |
| ----- | ------------------- | ------------- | --------- |
| 1     | Juan Manuel Fangio  | Mercedes-Benz | 2:25:04,0 |
| 2     | Piero Taruffi       | Mercedes-Benz | + 0,7     |
| 3     | Eugenio Castellotti | Ferrari       | + 46,2    |
| 4     | Jean Behra          | Maserati      | + 2:56,0  |
| 5     | Carlos Menditéguy   | Maserati      | + 1 Runde |

Der Große Preis von Italien fand am 11. September 1955 auf dem Autodromo Nazionale Monza statt und ging über eine Distanz von 50 Runden à 10,000 km, was einer Gesamtdistanz von 500,000 km entspricht.
Wegen der Le-Mans-Katastrophe waren viele Rennen gestrichen worden. So fand das letzte Saisonrennen in Italien statt.
Nach der aufwendigen Renovierung des alten Monza-Kurses von 1922 wurde auf dem zirka 10 km langen Kurs mit zusätzlichem Hochgeschwindigkeitsoval gefahren, das um 38 Grad überhöhte Kurven aufwies. Moss, der die Pole-Position erzielt hatte, und Fangio lieferten sich einen beherzten Zweikampf um den Sieg, der aber durch einen unfreiwilligen Boxenstopp wegen einer zerbrochenen Windscheibe und eines erneuten Motorschadens des Briten gestoppt wurde. Die schnellste Runde, für die es damals einen Punkt gab, reichte Moss jedoch zum Gewinn seiner ersten Vizeweltmeisterschaft.

## Fahrerwertung
- Die ersten fünf jedes Rennens bekamen 8, 6, 4, 3 bzw. 2 Punkte; einen weiteren Punkt gab es für die schnellste Rennrunde.
- Die besten fünf Resultate wurden gewertet.

| Pos. | Fahrer                | Konstrukteur             |               |         |     |         |     |         |     | Punkte 1 |
| 01   | Juan Manuel Fangio    | Mercedes-Benz            | 1             | DNF     |     | 1       | 1   | 2       | 1   | 40       |
| 02   | Stirling Moss         | Mercedes-Benz            | 4 / DNF       | 9       |     | 2       | 2   | 1       | DNF | 23       |
| 03   | Eugenio Castellotti   | Lancia/Ferrari           | DNF           | 2       |     | DNF     | 5   | 6 / DNF | 3   | 12       |
| 04   | Maurice Trintignant   | Ferrari                  | 2 / 3 / DNF   | 1       |     | 6       | DNF | DNF     | 8   | 11,3     |
| 05   | Giuseppe Farina       | Ferrari                  | 2 / 3         | 4       |     | 3       |     |         | DNS | 10,3     |
| 06   | Piero Taruffi         | Mercedes-Benz            |               | 8       |     |         |     | 4       | 2   | 9        |
| 07   | Bob Sweikert          | Kurtis-Offenhauser       |               |         | 1   |         |     |         |     | 8        |
| 08   | Roberto Mières        | Maserati                 | 5             | DNF     |     | 5       | 4   | DNF     | 7   | 7        |
| 09   | Jean Behra            | Maserati                 | 6 / DNF / DNF | 3 / DNF |     | 5 / DNF | 6   | DNF     | 4   | 6        |
| 10   | Luigi Musso           | Maserati                 | 7 / DNF       | DNF     |     | 7       | 3   | 5       | DNF | 6        |
| 11   | Karl Kling            | Mercedes-Benz            | 4             |         |     | DNF     | DNF | 3       | DNF | 5        |
| 12   | Jimmy Davies          | Kurtis-Offenhauser       |               |         | 3   |         |     |         |     | 4        |
| 13   | Tony Bettenhausen     | Kurtis-Offenhauser       |               |         | 2   |         |     |         |     | 3        |
|      | Paul Russo            | Kurtis Kraft-Offenhauser |               |         | 2   |         |     |         |     | 3        |
| 15   | Paul Frère            | Ferrari                  |               | 8       |     | 4       |     |         |     | 3        |
| 16   | Johnny Thomson        | Kurtis-Offenhauser       |               |         | 4   |         |     |         |     | 3        |
| 17   | José Froilán González | Ferrari                  | 2             |         |     |         |     |         |     | 2        |
| 18   | Cesare Perdisa        | Maserati                 |               | 3 / DNF |     | 8       |     |         |     | 2        |
| 19   | Luigi Villoresi       | Lancia                   | DNF / DNF     | 5       |     |         |     |         | DNS | 2        |
|      | Carlos Menditéguy     | Maserati                 | DNF / DNF     |         |     |         |     |         | 5   | 2        |
| 21   | Umberto Maglioli      | Ferrari                  | 3             |         |     |         |     |         | 6   | 1,3      |
| 22   | Hans Herrmann         | Mercedes-Benz            | 4             | DNQ     |     |         |     |         |     | 1        |
| 23   | Walt Faulkner         | Kurtis-Offenhauser       |               |         | 5   |         |     |         |     | 1        |
|      | Bill Homeier          | Kurtis-Offenhauser       |               |         | 5   |         |     |         |     | 1        |
| 25   | Bill Vukovich         | Kurtis-Offenhauser       |               |         | DNF |         |     |         |     | 1        |

| Legende  | Legende            | Legende                                                          |
| Farbe    | Abkürzung          | Bedeutung                                                        |
| -------- | ------------------ | ---------------------------------------------------------------- |
| Gold     | –                  | Sieg                                                             |
| Silber   | –                  | 2. Platz                                                         |
| Bronze   | –                  | 3. Platz                                                         |
| Grün     | –                  | Platzierung in den Punkten                                       |
| Blau     | –                  | Klassifiziert außerhalb der Punkteränge                          |
| Violett  | DNF                | Rennen nicht beendet (did not finish)                            |
| Violett  | NC                 | nicht klassifiziert (not classified)                             |
| Rot      | DNQ                | nicht qualifiziert (did not qualify)                             |
| Rot      | DNPQ               | in Vorqualifikation gescheitert (did not pre-qualify)            |
| Schwarz  | DSQ                | disqualifiziert (disqualified)                                   |
| Weiß     | DNS                | nicht am Start (did not start)                                   |
| Weiß     | WD                 | zurückgezogen (withdrawn)                                        |
| Hellblau | PO                 | nur am Training teilgenommen (practiced only)                    |
| Hellblau | TD                 | Freitags-Testfahrer (test driver)                                |
| ohne     | DNP                | nicht am Training teilgenommen (did not practice)                |
| ohne     | INJ                | verletzt oder krank (injured)                                    |
| ohne     | EX                 | ausgeschlossen (excluded)                                        |
| ohne     | DNA                | nicht erschienen (did not arrive)                                |
| ohne     | C                  | Rennen abgesagt (cancelled)                                      |
| ohne     | keine WM-Teilnahme |                                                                  |
| sonstige | P/fett             | Pole-Position                                                    |
| sonstige | 1/2/3/4/5/6/7/8    | Punktplatzierung im Sprint-/Qualifikationsrennen                 |
| sonstige | SR/kursiv          | Schnellste Rennrunde                                             |
| sonstige | *                  | nicht im Ziel, aufgrund der zurückgelegten Distanz aber gewertet |
| sonstige | ()                 | Streichresultate                                                 |
| sonstige | unterstrichen      | Führender in der Gesamtwertung                                   |